# Hypothyris nina
Hypothyris nina är en fjärilsart som beskrevs av Richard Haensch 1905. Hypothyris nina ingår i släktet Hypothyris och familjen praktfjärilar. Inga underarter finns listade i Catalogue of Life.